# Thomas Boehm (Mediziner)

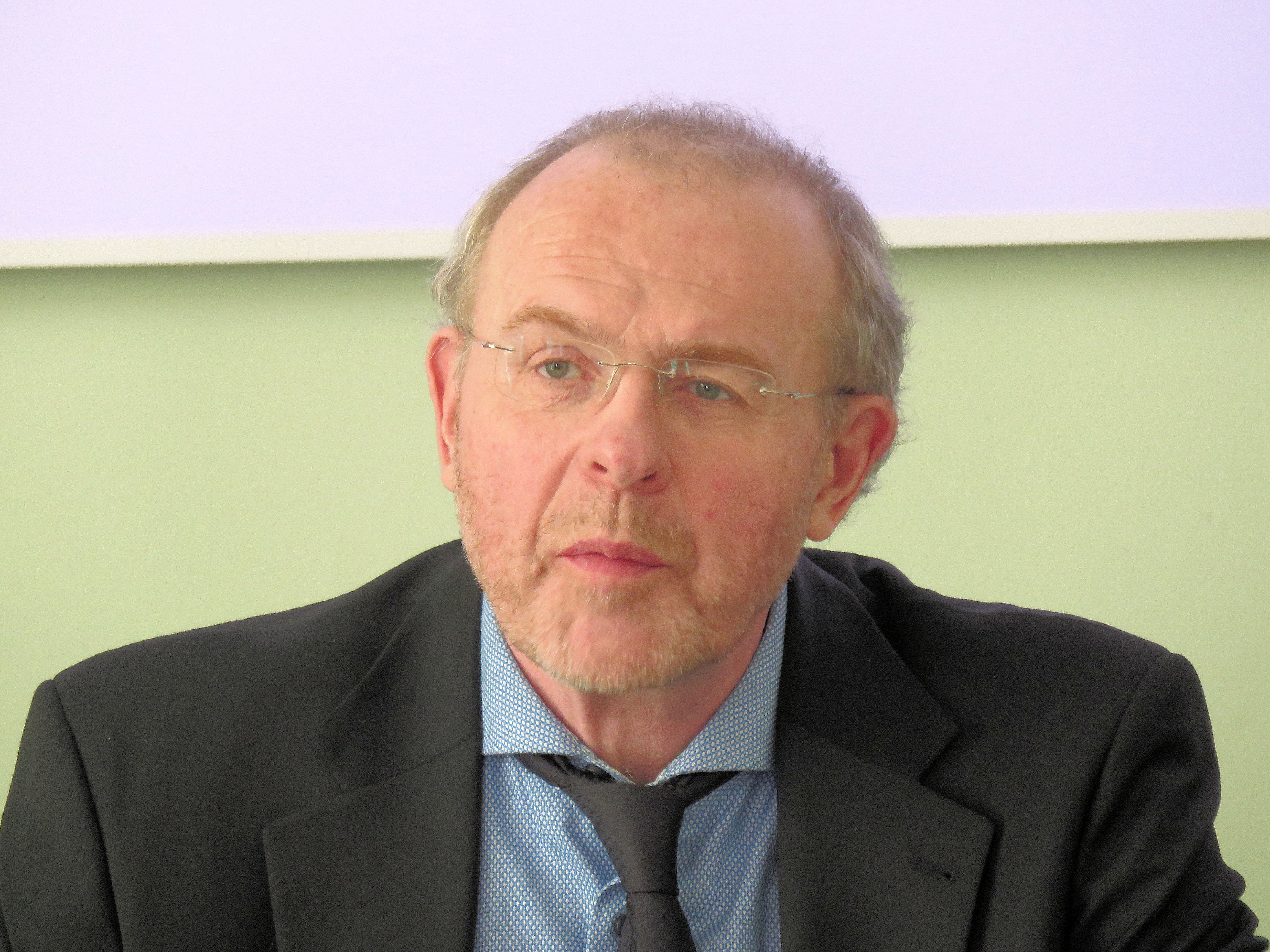
Thomas Boehm, 2018

Thomas Boehm (* 21. Juli 1956 in Gelnhausen) ist ein deutscher Immunologe. Er ist einer der Direktoren am Max-Planck-Institut für Immunbiologie und Epigenetik in Freiburg im Breisgau.

## Leben
Boehm absolvierte sein Studium der Medizin an der Johann Wolfgang Goethe-Universität Frankfurt am Main. Er wurde 1982 promoviert und arbeitete anschließend als Forschungsassistent in der Kinderheilkunde und der Biochemie am Universitätsklinikum Frankfurt am Main. 1988 habilitierte er sich für das Fach Biologische Chemie. Von 1987 bis 1991 war er zunächst Gastforscher, dann wissenschaftlicher Mitarbeiter am Laboratory of Molecular Biology der Universität Cambridge. 1991 erhielt er eine Professur an der Albert-Ludwigs-Universität Freiburg und 1994 eine gemeinsame Professur an der Ruprecht-Karls-Universität Heidelberg und dem Deutschen Krebsforschungszentrum in Heidelberg. Seit 1998 ist er einer der Direktoren am Max-Planck-Institut für Immunbiologie und Epigenetik in Freiburg im Breisgau.

## Wirken
Boehm befasst sich mit der Evolution des Immunsystems, der Entwicklung des Thymus und den Beziehungen zwischen Lymphozyten und dem Stroma. Er konnte wegweisende Fortschritte in der Erforschung des Thymus erzielen. Mithilfe vergleichender Untersuchungen verschiedener Tierarten konnten wesentliche Eigenschaften der Immunsysteme aller Wirbeltiere identifiziert werden – insbesondere die Struktur des Immunsystems und die Grundlagen seiner Anpassungsfähigkeit. In seinem Labor wurden Steuerungsmechanismen aufgeklärt, die die Reifung und Differenzierung der Immunzellen bewirken. Auch gelangen erfolgreiche Experimente mit der Herstellung künstlicher Thymusdrüsen. Jüngere Arbeiten befassen sich mit Entwicklung und Funktion genetischer Netzwerke, die für die Immuntoleranz bei Antigenerkennung in Wirbeltieren und Wirbellosen erforderlich sind.
Seit 2018 ist Boehm Vorsitzender des Stiftungsrates der Paul-Ehrlich-Stiftung.

## Auszeichnungen (Auswahl)
- 1987 Forschungspreis der Kind-Phillips-Stiftung für Leukämieforschung (gemeinsam mit Dusan Drahovsky) für Untersuchungen zur genetischen Heterogenität menschlicher Leukämien durch Analyse der DNA-Arrangements von Immunglobulingenen, T-Zellrezeptorgenen und zellulären Onkogenen[2]
- 1997 Gottfried-Wilhelm-Leibniz-Preis[3]
- 2002 Mitglied der European Molecular Biology Organization (EMBO)
- 2002 Mitglied der Leopoldina[1]
- 2012 Mitglied der Heidelberger Akademie der Wissenschaften[4]
- 2014 Ernst-Jung-Preis für Medizin[5]
- 2020 Deutscher Immunologie-Preis
- 2021 Mitglied der American Academy of Arts and Sciences
- 2021 Heinrich-Wieland-Preis
- 2024 Gregor-Mendel-Medaille